# Witold Kieżun

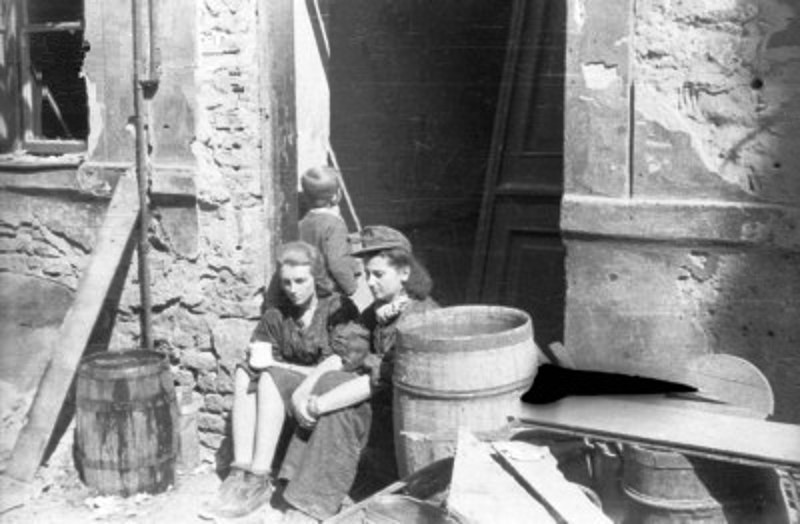
Danuta Magreczyńska „Jola” (po lewej), przyszła żona Witolda

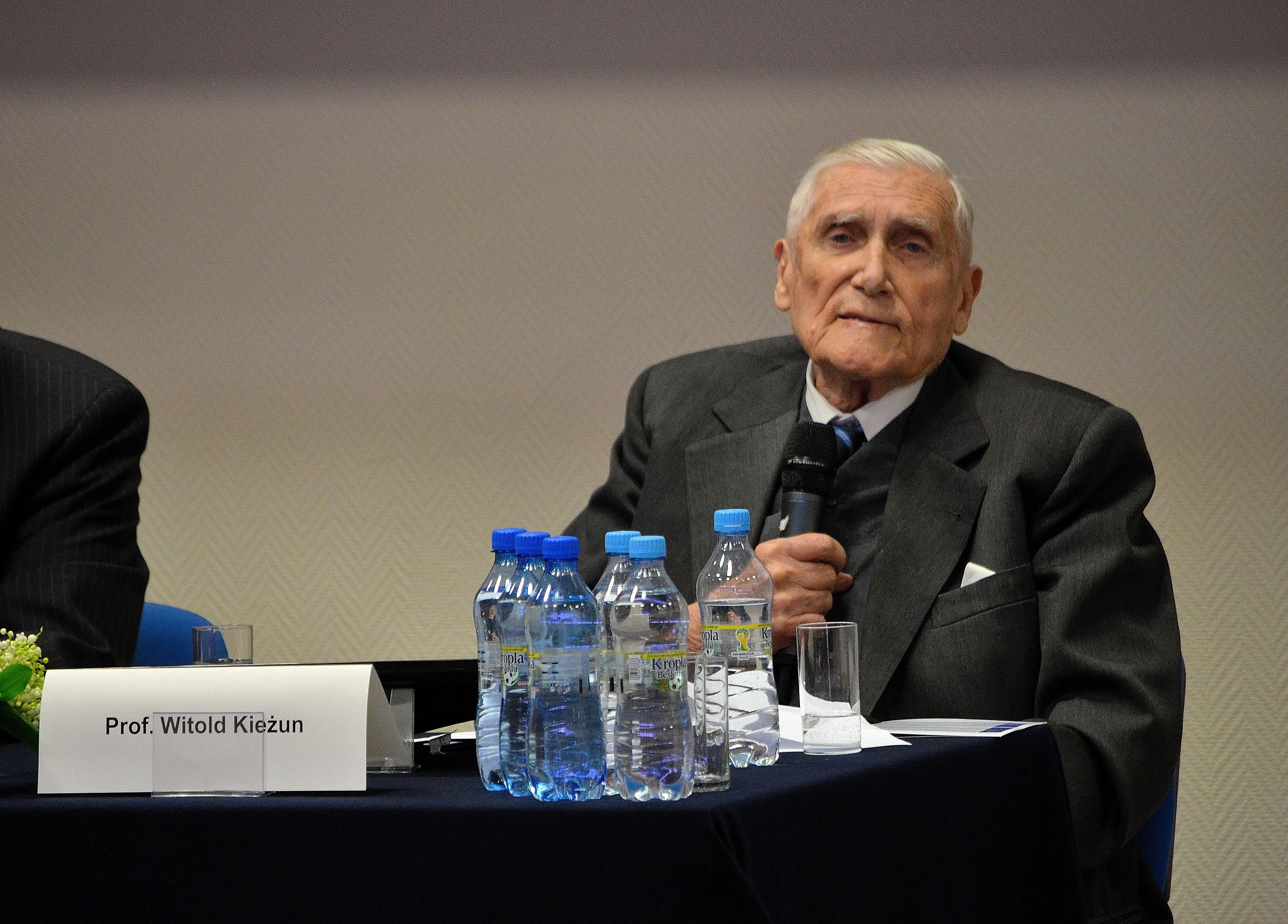
Witold Kieżun podczas konferencji Ćwierćwiecze transformacji i co dalej? na Akademii Leona Koźmińskiego (2014)

Witold Jerzy Kieżun (ur. 6 lutego 1922 w Wilnie, zm. 12 czerwca 2021 w Warszawie) – polski ekonomista, profesor nauk ekonomicznych, teoretyk zarządzania, przedstawiciel polskiej szkoły prakseologicznej, w ramach której rozwijał prakseologiczną teorię organizacji i zarządzania.
Podczas II wojny światowej działacz konspiracyjny, żołnierz Armii Krajowej, podporucznik czasu wojny, uznawany za jednego z największych bohaterów powstania warszawskiego, a następnie więzień radzieckich łagrów.
Był uczniem Tadeusza Kotarbińskiego i Jana Zieleniewskiego, pracował naukowo na Akademii Leona Koźmińskiego w Warszawie. Został nagrodzony doktoratami honoris causa czterech uczelni. Autor kilkudziesięciu książek i skryptów naukowych, a także kilkuset artykułów, referatów i rozdziałów w zbiorowych monografiach oraz dwóch pozycji literackich i szeregu utworów muzyki fortepianowej.
Był honorowym członkiem Komitetu Nauk Organizacji i Zarządzania Polskiej Akademii Nauk, a także honorowym obywatelem miasta stołecznego Warszawy. Kawaler Orderu Virtuti Militari, Orderu Odrodzenia Polski III klasy, a także wielu innych odznaczeń państwowych.

## Życiorys
Urodził się w Wilnie w rodzinie lekarzy: Witolda i Leokadii z d. Bokun. Po śmierci ojca w 1931 przeniósł się z matką z Wilna do Warszawy. W 1939 zdał maturę w Gimnazjum i Liceum im. Ks. Józefa Poniatowskiego w Warszawie.

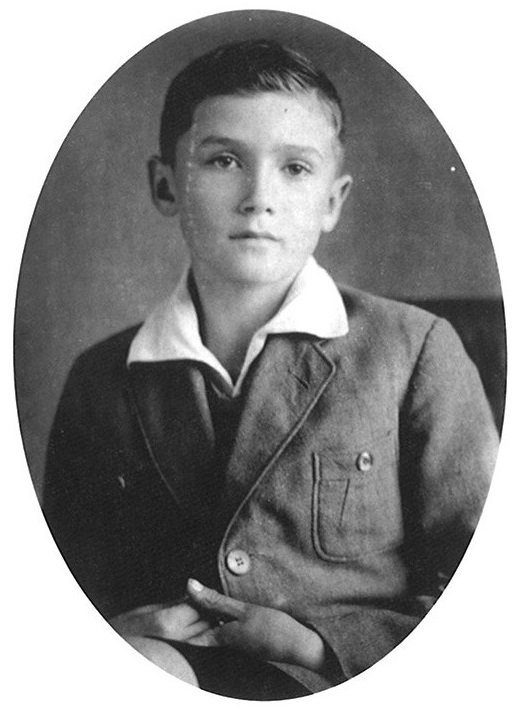
Witold Kieżun we wczesnej młodości

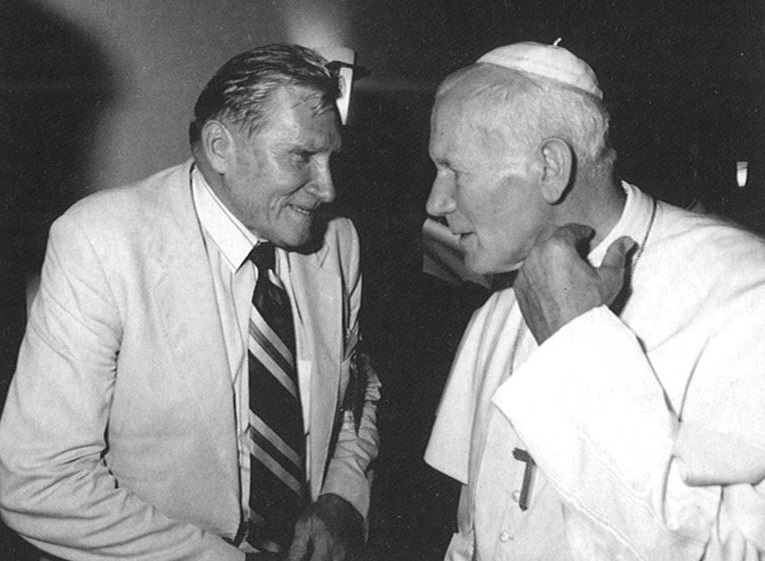
Witold Kieżun i Jan Paweł II w Burundi w 1991 r.

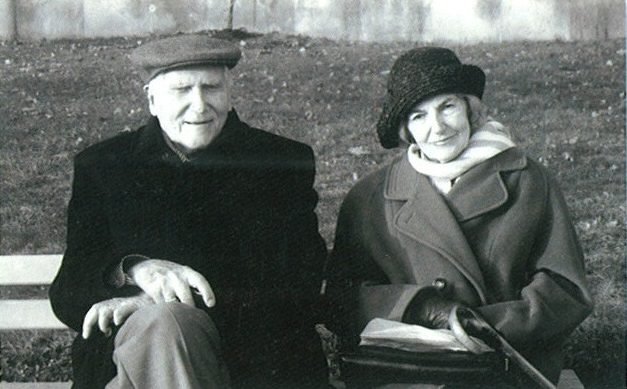
Witold i Danuta Kieżunowie (2010)

Po wybuchu II wojny światowej w okresie okupacji niemieckiej pracował jako szklarz, zajmował się również rozprowadzaniem podziemnej prasy. Od 1939 brał udział w działalności konspiracyjnej i kształcił się. W 1942 ukończył studia w Szkole Budowy Maszyn i Elektrotechniki (dawniejszej Wawelberga i Rotwanda) uzyskując dyplom technika – inżyniera budowy maszyn, w tym samym roku podjął studia na Wydziale Prawa tajnego Uniwersytetu Warszawskiego.
Służył w Komendzie Głównej Armii Krajowej, Zgrupowaniu Pułku „Baszta”, batalionie „Karpaty”, kompanii „K-4” (łączności), a od 1944 w batalionie „Gustaw” NOW-AK. Od 1944 jego mieszkanie było magazynem broni.
Od sierpnia 1944 walczył w powstaniu warszawskim w stopniu kaprala podchorążego pod ps. „Wypad”. Służył w oddziale do zadań specjalnych „Harnaś” w batalionie „Gustaw”. Uczestniczył m.in. w akcji zdobycia Poczty Głównej (plac Napoleona, dziś Powstańców Warszawy), Komendy Policji (na Krakowskim Przedmieściu 1) i parafialnego domu kościoła Świętego Krzyża (Krakowskie Przedmieście 3).
Podczas zwycięskiego szturmu na Pocztę Główną, samodzielnie wziął do niewoli 14 jeńców niemieckich z zaciętym pistoletem maszynowym MP 40 (przy czym pozyskał ręczny karabin maszynowy, 14 karabinów oraz 2000 sztuk amunicji). W sierpniu 1944 odznaczono go Krzyżem Walecznych. 23 września 1944 został odznaczony bezpośrednio podczas walk przez gen. Bora-Komorowskiego Orderem Virtuti Militari, a w październiku 1944 roku awansował do stopnia podporucznika.
Po powstaniu uciekł z niemieckiego transportu wiozącego żołnierzy-powstańców do obozów jenieckich. Dostał się do Krakowa, nawiązał kontakt z tamtejszą AK. W marcu 1945 został aresztowany przez NKWD. Przesłuchanie odbyło się na Montelupich. Nie ujawnił żadnych nazwisk, nie przyznał się do swojej podziemnej działalności (zgodnie z zakazem ujawniania się, wydanym przez gen. Okulickiego). 23 maja 1945 przewieziony do łagru radzieckiego w Krasnowodsku w Turkmeńskiej SRR (obecnie Turkmenistan), na obrzeżu pustyni Kara-kum. Tam doświadczył skrajnej formy wyczerpania. Chory na zapalenie płuc trafił do obozowego „szpitala”, w którym podczas czteromiesięcznego pobytu przeszedł dodatkowo tyfus, dystrofię, świnkę, świerzb oraz beri-beri, skrajną formę awitaminozy. Do kraju powrócił na mocy amnestii w 1946. Był jeszcze więziony przez Urząd Bezpieczeństwa w Złotowie.
Po wyjściu na wolność rozpoczął studia prawnicze na Wydziale Prawa Uniwersytetu Jagiellońskiego, które ukończył w 1949. W tym samym roku wstąpił do Stronnictwa Demokratycznego. Następnie pracował w Narodowym Banku Polskim. Był współorganizatorem Rewolucyjnego Komitetu Destalinizacji.

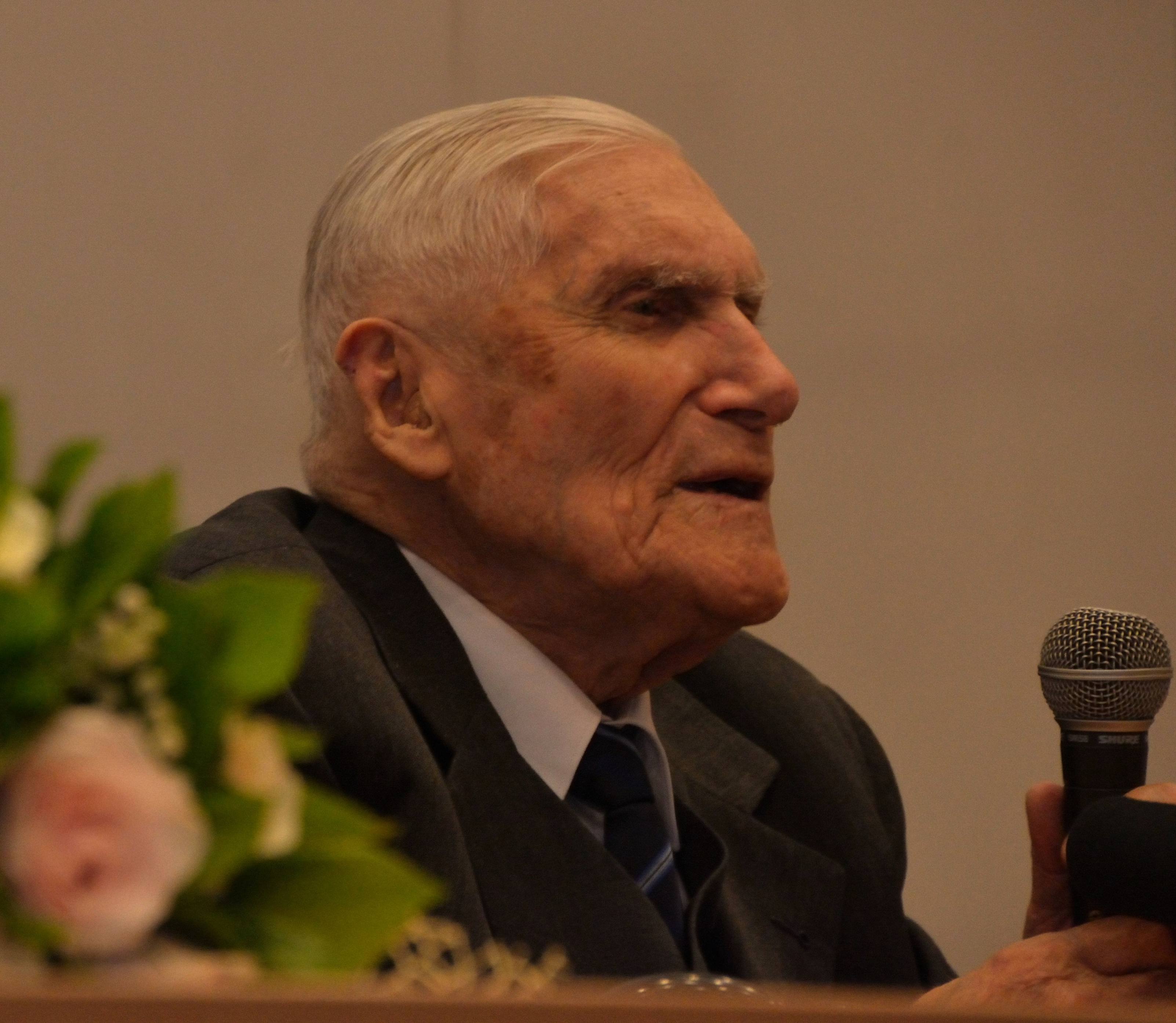
Witold Kieżun na spotkaniu na UJ (2014)

W 1964 uzyskał stopień doktora w Szkole Głównej Planowania i Statystyki, a w 1969 habilitował się. W 1971 został kierownikiem Zakładu Prakseologii Polskiej Akademii Nauk. Z funkcji tej usunięto go w 1973 z inicjatywy tamtejszej POP. Następnie był kierownikiem Zakładu Teorii Organizacji Instytutu Organizacji i Kierowania Uniwersytetu Warszawskiego i Polskiej Akademii Nauk (od 1977 Wydział Zarządzania Uniwersytetu Warszawskiego). W 1975 uzyskał tytuł naukowy profesora. W latach 70. XX w. prowadził wykłady z zakresu zarządzania i administracji w Wyższej Szkole Nauk Społecznych przy KC PZPR.
W 1980 wyjechał za granicę. Wykładał zarządzanie m.in. na Temple University w Filadelfii i na Uniwersytecie Montrealskim. Pracował w Burundi, najpierw z ramienia ONZ, później jako przedstawiciel Kanady. W Burundi pomagał w tworzeniu administracji.
W 1995 został profesorem Akademii Leona Koźmińskiego. Wykładał także m.in. w Wyższej Szkole Humanistycznej w Pułtusku. Był członkiem honorowym Komitetu Nauk Organizacji i Zarządzania PAN.
W 2005 był członkiem Honorowego Komitetu Poparcia Lecha Kaczyńskiego w wyborach prezydenckich. Objął funkcję przewodniczącego Rady Fundacji Ius et Lex. Został członkiem Warszawskiego Społecznego Komitetu Poparcia Jarosława Kaczyńskiego w przedterminowych wyborach prezydenckich w 2010.
W 2007 otrzymał nagrodę Ministra Nauki i Szkolnictwa Wyższego za wybitne osiągnięcia naukowe. Z okazji 70. rocznicy Powstania Warszawskiego Poczta Polska wprowadziła do obiegu znaczki z podobizną prof. Kieżuna.
We wrześniu 2014 na łamach prasy został oskarżony o współpracę ze służbami specjalnymi PRL. Przyznał się do rozmów z SB, jednak zaprzeczył formalnej i świadomej współpracy. Publikacja tych oskarżeń spotkała się z krytyką części historyków i publicystów.
Zmarł 12 czerwca 2021 w wieku 99 lat. 23 czerwca 2021 spoczął w Panteonie Żołnierzy Polski Walczącej na Cmentarzu Wojskowym na Powązkach w Warszawie.

## Życie prywatne
Ożenił się z Danutą Magreczyńską „Jolą” (1922–2013), sanitariuszką z kompanii „Anna” batalionu „Gustaw”. Miał dwoje dzieci, córkę Krystynę Macqueron (ur. 1951) oraz syna Witolda Olgierda Kieżuna (ur. 1954) i troje wnuków. Syn Witold był współinicjatorem angielskojęzycznej witryny internetowej warsawuprising.com, poświęconej powstaniu warszawskiemu.

## Publikacje
- 2013 – Magdulka i cały świat. Rozmowa biograficzna z Witoldem Kieżunem przeprowadzona przez Roberta Jarockiego.
- 2012 – Drogi i bezdroża polskich przemian
- 2012 – Patologia transformacji
- 2008 – Niezapomniane twarze
- 2004 – Dobre państwo (redakcja naukowa z J. Kubinem)
- 2003 – O odbudowę kapitału społecznego
- 1997 – Sprawne zarządzanie organizacją
- 1994 – Successful, though short lived sociotechnics
- 1992 – Management Efficient
- 1991 – Management in Socialist Countries
- 1990 – Manuel sur l’analyse des travaux administratifs
- 1990 – Problematique generale de la reforme administrative dans le monde
- 1984 – Organisation et Gestion
- 1978 – Ewolucja systemów zarządzania
- 1978 – Elementy socjalistycznej nauki o organizacji i zarządzaniu
- 1977 – Podstawy organizacji i zarządzania
- 1977 – Autonomization of Organizational Units. From Pathology of Organization
- 1974 – Organizace prace reditele
- 1971 – Organizacja pracy własnej dyrektora
- 1971 – Autonomizacja jednostek organizacyjnych. Z patologii zarządzania
- 1968 – Dyrektor. Z problematyki zarządzania instytucją
- 1965 – Organizacja bankowości w Polsce Ludowej
- 1964 – Bank a przedsiębiorstwo

## Odznaczenia i wyróżnienia
Odznaczenia
- Krzyż Srebrny Orderu Virtuti Militari (23 września 1944, nadany przez gen. Tadeusza Bora-Komorowskiego)[7]
- Krzyż Walecznych (sierpień 1944)[10]
- Medal Zwycięstwa i Wolności 1945 (1945)[25]
- Odznaka Grunwaldzka (1946)[25]
- Srebrny Krzyż Zasługi (10 lipca 1954, uchwałą Rady Państwa „za zasługi w pracy zawodowej w dziedzinie finansów”)[26][26]
- Medal 10-lecia Polski Ludowej (8 stycznia 1955, na wniosek Ministra Finansów)[27][27]
- Złoty Krzyż Zasługi (1964)[25][10]
- Srebrny Krzyż Zasługi[10]
- Odznaka 1000-lecia Państwa Polskiego (1966)[25]
- Brązowy Medal za Zasługi dla Obronności Kraju (1969)[25][10]
- Srebrny Medal za Zasługi dla Obronności Kraju (1972)[25][10]
- Krzyż Kawalerski Orderu Odrodzenia Polski (1972)[25][10]
- Medal Komisji Edukacji Narodowej (1976)[25][10]
- Krzyż Komandorski Orderu Odrodzenia Polski (2004, za wybitne zasługi w pracy naukowej, dydaktycznej i organizacyjnej)[28]
- Medal „Pro Patria” (17 grudnia 2013)
- Srebrna odznaka honorowa „Za Zasługi dla Warszawy” (1965)[29]
- Krzyż Kawalerski Orderu Zasługi Republiki Federalnej Niemiec (2015)[30]

Wyróżnienia
- Doktor honoris causa Akademii Leona Koźmińskiego
- Doktor honoris causa Akademii Obrony Narodowej: 2012
- Doktor honoris causa Uniwersytetu Jagiellońskiego (2014)[31]
- Honorowy Obywatel miasta stołecznego Warszawy (2012)[32]
- Nagroda Przeglądu Wschodniego im. Aleksandra Gieysztora (2013)[33]
- Tytuł honorowy Deo et Patriae deditus Katolickiego Uniwersytetu Lubelskiego Jana Pawła II (2014)